# Staurogyne latifolia
Staurogyne latifolia är en akantusväxtart som beskrevs av Cornelis Eliza Bertus Bremekamp. Staurogyne latifolia ingår i släktet Staurogyne och familjen akantusväxter. Inga underarter finns listade i Catalogue of Life.